# Liste der UN-Missionen in Amerika
UN-Friedensmissionen in Amerika:
| Name                                                                        | internationale Abkürzung | Resolution | Staaten                 | Beginn | Ende |
| --------------------------------------------------------------------------- | ------------------------ | ---------- | ----------------------- | ------ | ---- |
| Beendete Missionen                                                          |                          |            |                         |        |      |
| Mission des Vertreters des Generalsekretärs in der Dominikanischen Republik | DOMREP                   | 203        | Dominikanische Republik | 1965   | 1966 |
| Beobachtergruppe der Vereinten Nationen für Zentralamerika                  | ONUCA                    | 644        | Zentralamerika          | 1989   | 1992 |
| Beobachtermission der Vereinten Nationen in El Salvador                     | ONUSAL                   | 693        | El Salvador             | 1991   | 1995 |
| Mission der Vereinten Nationen in Haiti                                     | UNMIH                    | 867        | Haiti                   | 1993   | 1996 |
| Unterstützungsmission der Vereinten Nationen in Haiti                       | UNSMIH                   | 1063       | Haiti                   | 1996   | 1997 |
| Verifikationsmission der Vereinten Nationen in Guatemala                    | MINUGUA                  | 1094       | Guatemala               | 1997   | 2004 |
| Übergangsmission der Vereinten Nationen in Haiti                            | UNTMIH                   | 1123       | Haiti                   | 1997   | 1997 |
| Zivilpolizeimission der Vereinten Nationen in Haiti                         | MIPONUH                  | 1141       | Haiti                   | 1997   | 2000 |
| Stabilisierungsmission der Vereinten Nationen in Haiti                      | MINUSTAH                 | 1542       | Haiti                   | 2004   | 2017 |
| Mission der Vereinten Nationen zur Unterstützung der Justiz in Haiti        | MINUJUSTH                | 2350       | Haiti                   | 2017   | 2019 |
| Laufende Missionen                                                          |                          |            |                         |        |      |
| UN-Mission in Kolumbien                                                     | UNMC                     | 2366       | Kolumbien               | 2017   |      |
| Integriertes Büro der Vereinten Nationen in Haiti                           | BINUH                    | 2746       | Haiti                   | 2019   |      |